# Hexatoma indecora
Hexatoma indecora är en tvåvingeart som beskrevs av Alexander 1937. Hexatoma indecora ingår i släktet Hexatoma och familjen småharkrankar. Inga underarter finns listade i Catalogue of Life.